# 坑井吴氏宗祠
坑井吴氏宗祠，位于中华人民共和国浙江省丽水市庆元县安南乡，是浙江省省级文物保护单位之一。
2017年1月19日，坑井吴氏宗祠被列入第七批浙江省文物保护单位，该文物保护单位是一座古建筑。